# The Sin and the Sentence
The Sin and the Sentence — восьмой студийный альбом группы Trivium, выпущенный 20 октября 2017 года лейблом Roadrunner Records.
В альбоме дебютировал барабанщик Алекс Бент, заменивший Пола Вандтке. Одной из особенностей релиза стало возвращение экстрим-вокала фронтмена коллектива Мэтью Хифи и гитариста Кори Больё. Для восстановления голоса Мэтт обратился за помощью к тренеру Рону Андерсону, благодаря которому он смог вернуться к прежнему стилю пения.
1 августа 2017 года вышел дебютный сингл альбома — титульная композиция «The Sin and the Sentence». 24 числа этого же месяца появился второй сингл — «The Heart from Your Hate». Накануне выхода пластинки стал доступен третий сингл — «Betrayer». Четвёртый сингл — «Endless Night» был опубликован 9 апреля 2018 года уже после официального релиза альбома.
В 2019 году на 61-й церемонии «Гремми» песня «Betrayer» была номинирована на премию за «Лучшее метал-исполнение».

## Стиль
В интервью для журнала Distorted Sound Magazine басист Паоло Греголетто заявил, что новый материал более «экстремален» и что в новом альбоме группа вернётся к использованию скриминга. Говоря об альбоме на сессии вопросов и ответов Bandit Rock, Паоло сказал, что альбом является «идеальным завершением того, что мы делали на протяжении многих лет», заявив, что группа нашла способ сбалансировать свою тяжёлую и мелодическую сторону. В альбоме снова используются семиструнные гитары, а музыкальное направление относится к стилям трэш-метал, хэви-метал и прогрессивный металл.

## Критика
«The Sin and the Sentence» получил признание музыкальных критиков. Мэт Хифи из Metal Hammer поставил альбому четыре звезды из пяти, заявив, что альбом является «первым, который объединяет каждый предыдущий релиз в самое лучшее из Trivium», и похвалил группу, которая «решила поглотить всё своё прошлое и улучшить его, продемонстрировав раз и навсегда, кто они и что они такое. Trivium просто одна из лучших групп в современном металле». Чад Бовар из Loudwire дал альбому положительную оценку, отметив разнообразие альбома, в котором представлены тяжёлые, агрессивные и амбициозные песни, а также более мелодичные и доступные треки, заключив, что «их сочинение песен и музыкальность так же сильны, как и когда-либо. Альбом доставляет удовольствие от прослушивания от начала до конца». Decibel также издали статью, в которой они рекомендовали читателям: «Дайте шанс новому альбому Trivium», несмотря на признание того, что стиль металла группы может не соответствовать многим предпочтениям их читателей. Джеймс Кристофер Монгер из AllMusic написал положительный отзыв, отметив, что «группа никогда не звучала более уверенно, создав поистине смертоносный сет из 11 песен, который обеспечивает идеальный баланс между безукоризненным и тщательно продуманным».

## Список песен
Слова и музыка всех песен — Trivium.
| №                   | Название                   | Длительность |
| ------------------- | -------------------------- | ------------ |
| 1.                  | «The Sin and the Sentence» | 6:23         |
| 2.                  | «Beyond Oblivion»          | 5:16         |
| 3.                  | «Other Worlds»             | 4:49         |
| 4.                  | «The Heart from Your Hate» | 4:03         |
| 5.                  | «Betrayer»                 | 5:27         |
| 6.                  | «The Wretchedness Inside»  | 5:31         |
| 7.                  | «Endless Night»            | 3:38         |
| 8.                  | «Sever the Hand»           | 5:25         |
| 9.                  | «Beauty in the Sorrow»     | 4:31         |
| 10.                 | «The Revanchist»           | 7:17         |
| 11.                 | «Thrown Into the Fire»     | 5:29         |
| Общая длительность: | Общая длительность:        | 57:49        |

## Участники записи

### Trivium
- Мэтью Хифи — вокал, гитара;
- Кори Бьёлье — гитара, бэк-вокал;
- Паоло Греголетто — бас-гитара, бэк-вокал;
- Алекс Бент — ударные, перкуссия

## Чарты
| Чарт (2017)                          | Высшая позиция |
| ------------------------------------ | -------------- |
| Австралия (ARIA)                     | 4              |
| Австрия (Ö3 Austria)                 | 10             |
| Бельгия/Фландрия (Ultratop)          | 34             |
| Бельгия/Валлония (Ultratop)          | 41             |
| Канада (Canadian Albums Chart)       | 11             |
| Финляндия (Suomen virallinen lista)  | 9              |
| Франция (SNEP)                       | 71             |
| Германия (Offizielle Top 100)        | 12             |
| Венгрия (MAHASZ)                     | 28             |
| Ирландия (IRMA)                      | 35             |
| Италия (FIMI)                        | 84             |
| Новая Зеландия (RMNZ)                | 33             |
| Португалия (AFP)                     | 32             |
| Шотландия (Scottish Albums Chart)    | 12             |
| Испания (PROMUSICAE)                 | 43             |
| Швейцария (Schweizer Hitparade)      | 21             |
| Великобритания (UK Albums Chart)     | 18             |
| США (Billboard 200)                  | 23             |
| США (Billboard Top Hard Rock Albums) | 1              |
| США (Billboard Top Rock Albums)      | 3              |